# Hieronyma reticulata
Hieronyma reticulata là một loài thực vật có hoa trong họ Diệp hạ châu. Loài này được (Planch.) Britton ex Rusby mô tả khoa học đầu tiên năm 1895.